# 김경열 (야구 선수)
김경열(1989년 11월 20일 ~ )은 KBO 리그 고양원더스의 전 선수이다.
```
현재는 캐나다 토론토에 거주중이며, 야구 관련이 아닌 뷰티업에 종사하고 있다.
```